# Luis de Francia Roca de Togores Valcárcel
Luis de Francia Roca de Togores Valcárcel (Orihuela, 15 de enero de 1775-Alicante, 8 de agosto de 1828)  fue un noble y militar español. Fue bautizado en la Catedral de Orihuela como Luis de Francia Manuel Hilario.
Fue el hijo primogénito de Juan Roca de Togores y Escorcia, I conde de Pinohermoso.
Se casó con María Francisca de Paula Carrasco y Arce, VI condesa de Villaleal. De entre sus hijos destacaron Juan Roca de Togores y Carrasco, senador y prócer que fue el III conde de Pinohermoso y VII conde de Villaleal, y Mariano Roca de Togores y Carrasco, senador, ministro y embajador.

Residió en Orihuela en el palacio familiar que su padre el conde de Pinohermoso (elevado a ducado de Pinohermoso) tenía junto a la Catedral oriolana (actualmente convertido en la Biblioteca Pública del Estado Fernando de Loazes).

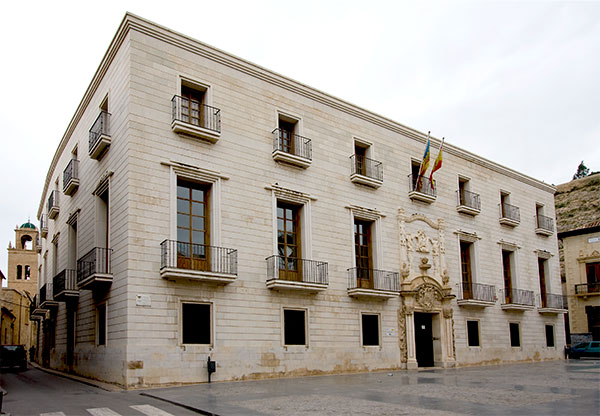
Palacio del Duque de Pinohermoso en Orihuela.

Fue el II conde de Pinohermoso por línea sucesoria directa. Además le fue concedida el 20 de octubre de 1819 Grandeza de España de 1.ª Clase. Fue además vizconde de Casagrande, XI señor de las Cañadas y baronías de Ruidoms, de La Daya-Vieja, del Barranco y de Benejúzar y maestrante de Valencia.
Como militar ostentó el rango de coronel del Regimiento de Cazadores de Orihuela, brigadier jefe de Estado Mayor, gobernador y comandante general de Alicante.
Levantó y mantuvo a su costa tropas durante la Guerra de la Independencia. Fue un destacado militar en la Guerra de la Independencia. Combatió en Orihuela frente a los franceses y una vez liberada, envió dos tropas de oriolanos para luchar contra ellos en Zaragoza con el interés de ayudar a poner fin al cerco de esa ciudad, hecho que finalmente ocurrió. Esto le valió la Grandeza de España de Honor.
Fallecido el 8 de agosto de 1828 en Alicante (San Nicolás), más tarde trasladado al panteón familiar de la Iglesia de la Merced de Orihuela que el mismo había adquirido en la desamortización y regalado a la Catedral de Orihuela .